# Nyassachromis
Nyassachromis là một chi haplochromine cichlids là đặc hữu của Đông Phi. They are open-water mouthbrooders, an ecological niche được gọi là utaka to locals.
At present, 8 loài are placed here:
- Nyassachromis boadzulu (Iles, 1960)
- Nyassachromis breviceps
- Nyassachromis leuciscus – Small Green Utaka
- Nyassachromis microcephalus
- Nyassachromis nigritaeniatus
- Nyassachromis prostoma (Trewavas, 1935)
- Nyassachromis purpurans
- Nyassachromis serenus